# Южный Жабин
Южный Жабин — посёлок в составе Вендорожского сельсовета Могилёвского района Могилёвской области Республики Беларусь.

## Географическое положение
Ближайшие населённые пункты: Жабин, Новосёлки, Залесье, Копейное.